# Marcha por Jesús

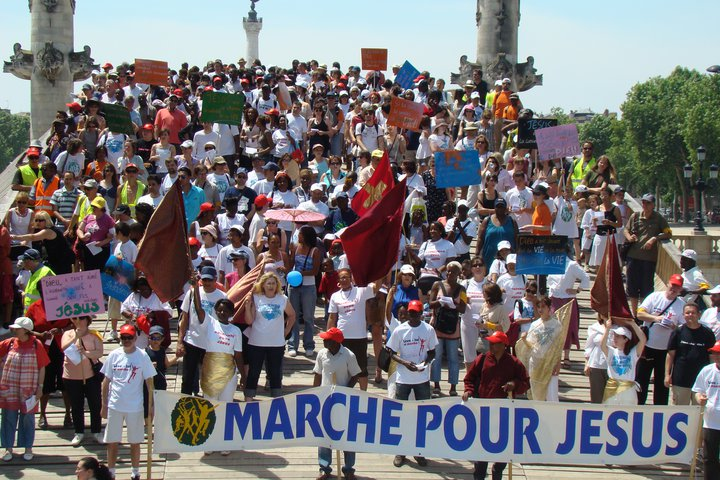
Marcha en Burdeos, Francia en 2011

La Marcha por Jesús es una manifestación cristiana contemporánea organizada anualmente en varias ciudades del mundo.

## Historia

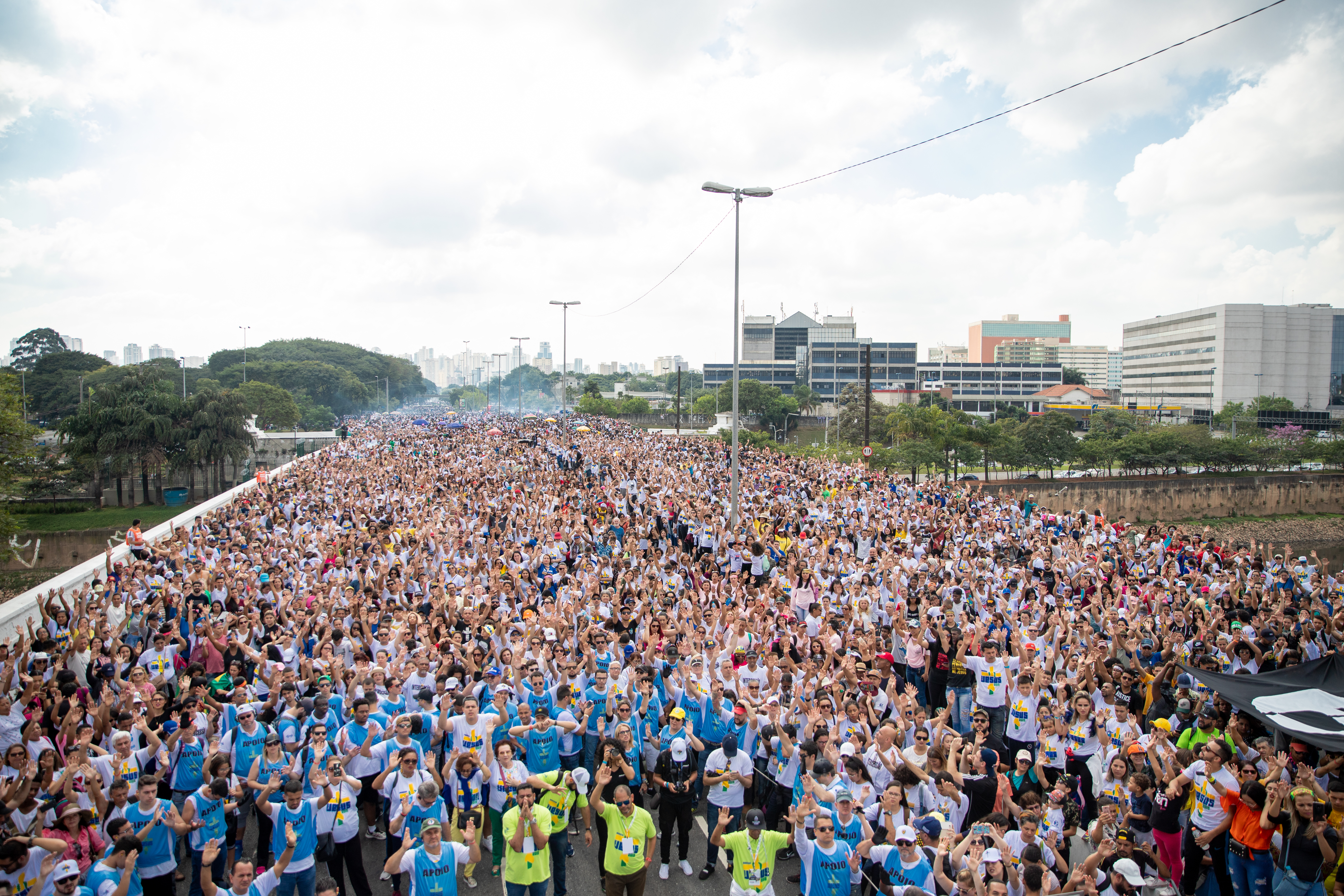
Marcha en São Paulo, Brasil en 2019

La marcha fue organizada en 1987, en Londres por las organizaciones evangélicas cristianas Juventud con una misión, las redes de becas cristianas Pioneer e Ichtus.
 El objetivo era reafirmar públicamente la fe cristiana en una sociedad percibida en camino a la descristianización. La marcha reunió a 15 mil personas: un desfile por las calles de Londres acompañado de oraciones por las principales instituciones públicas de la ciudad, bajo el lema «The City March: Prayer and Praise for London» (Caminata por la ciudad: oración y alabanza por Londres). La marcha se estableció en varios países del mundo, en particular en Francia en 1991, en Estados Unidos en 1992 y en Brasil en 1993. En 1994, se convirtió en un evento global que se celebró en alrededor de 170 países en la misma fecha. En 2019, reunió a 3 millones de personas en São Paulo, una de las reuniones cristianas más grandes del mundo.